# 米庫利夫齊
48°34′7″N 22°38′25″E / 48.56861°N 22.64028°E
米庫利夫齊（烏克蘭語：Микулівці），是烏克蘭的村落，位於該國西部外喀爾巴阡州，由穆卡切沃區負責管轄，面積0.57平方公里，海拔高度280米，2001年人口289，人口密度每平方公里511.5人。